# EU's naturgenopretningslov
Der blev i november 2023 opnået enighed om en aftale om EU's naturgenopretningslov mellem Europa-Parlamentet og EU's Ministerråd.
Målsætningen for den nye lov er naturgenopretning af mindst 20 procent af EU's land- og havnaturområder i 2030 og alle økosystemer, som har behov for genopretning i 2050. Den indeholder blandt andet bindende mål om at genskabe 30 procent vådområder udtaget fra landbrugsjord i 2030 stigende til 50 procent i 2050. Frem til 2030 skal indsatsen koncentreres om de Natura 2000-arealer, der i forvejen er beskyttet under EU-lovgivning. Efter 2030 kommer turen så til de arealer, som udelukkende er beskyttet af dansk lovgivning.  Man vil sætte ind overfor naturtyperne inden for vådområder, græsarealer, skove, floder, søer og hav inklusive søgræs og koralrev. Ifølge EU-Ministerrådet skal medlemslandene sætte ind på de områder, som er "i dårlig stand".
WWF Verdensnaturfonden kalder loven for en afgørende komponent i European Green Deal.

## Videre forløb
En vedtagelse af naturgenopretningsloven forudsætter at den godkendes af medlemslandene, samt vedtages ved en afgørende afstemning i Europa-Parlamentets miljøudvalg senere i 2023. Hvis loven stemmes igennem, både hos medlemslande og i Europa-Parlamentet, ventes den endelig vedtaget i februar 2024.
Naturgenopretningsforordningen blev vedtaget i EU-parlamentet 27. februar 2024.